# Xemequir
Xemequir (em azeri: Şəmkir) é um dos cinquenta e nove raiones do Azerbaijão. É principalmente produtor de vinho, cereais e hortaliças e explorações pecuaristas.  Ao norte da cidade Şəmkir há uma central hidroelétrica.